# Sandfell í Öræfum

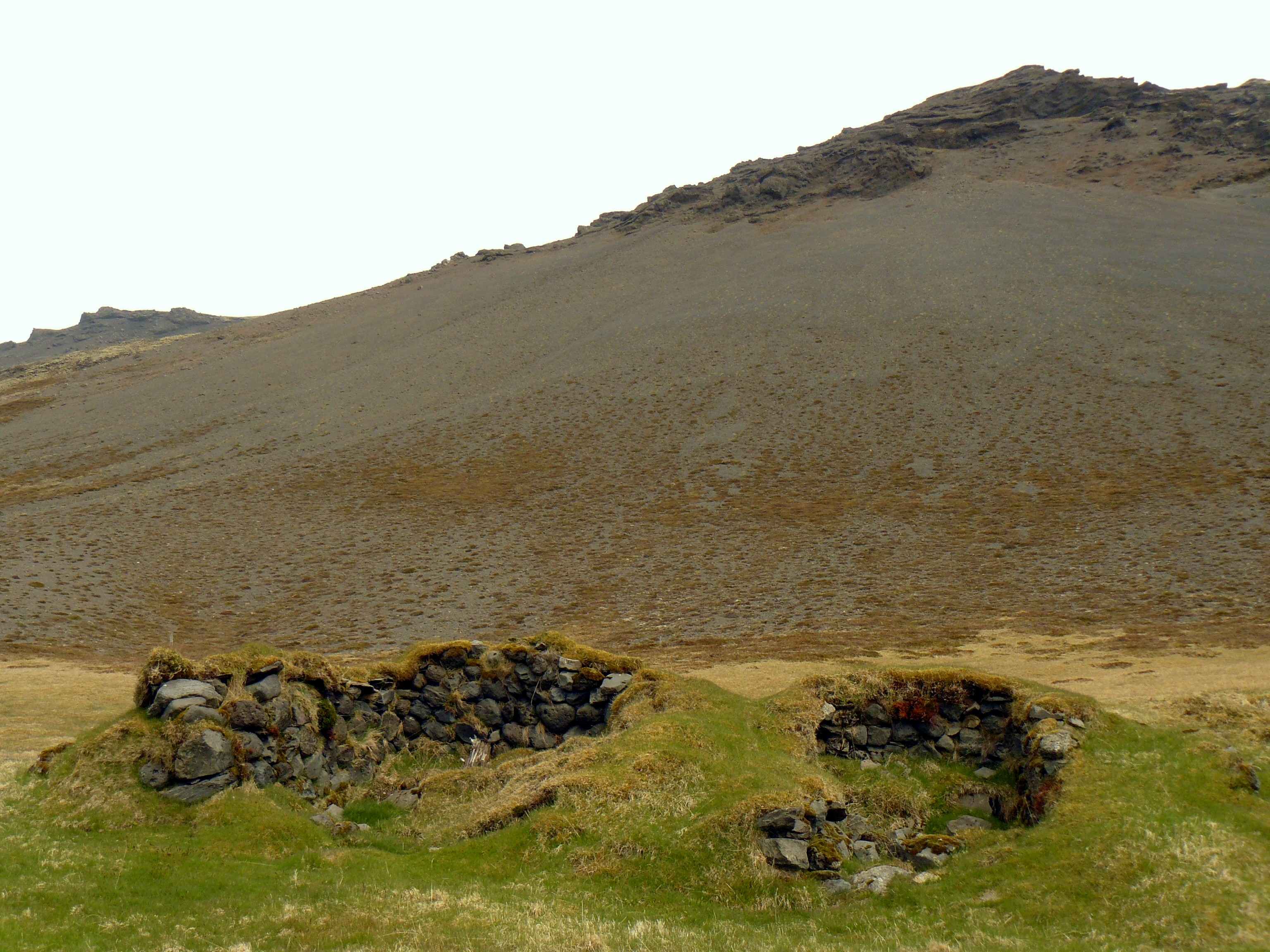
Les ruines de Sandfell

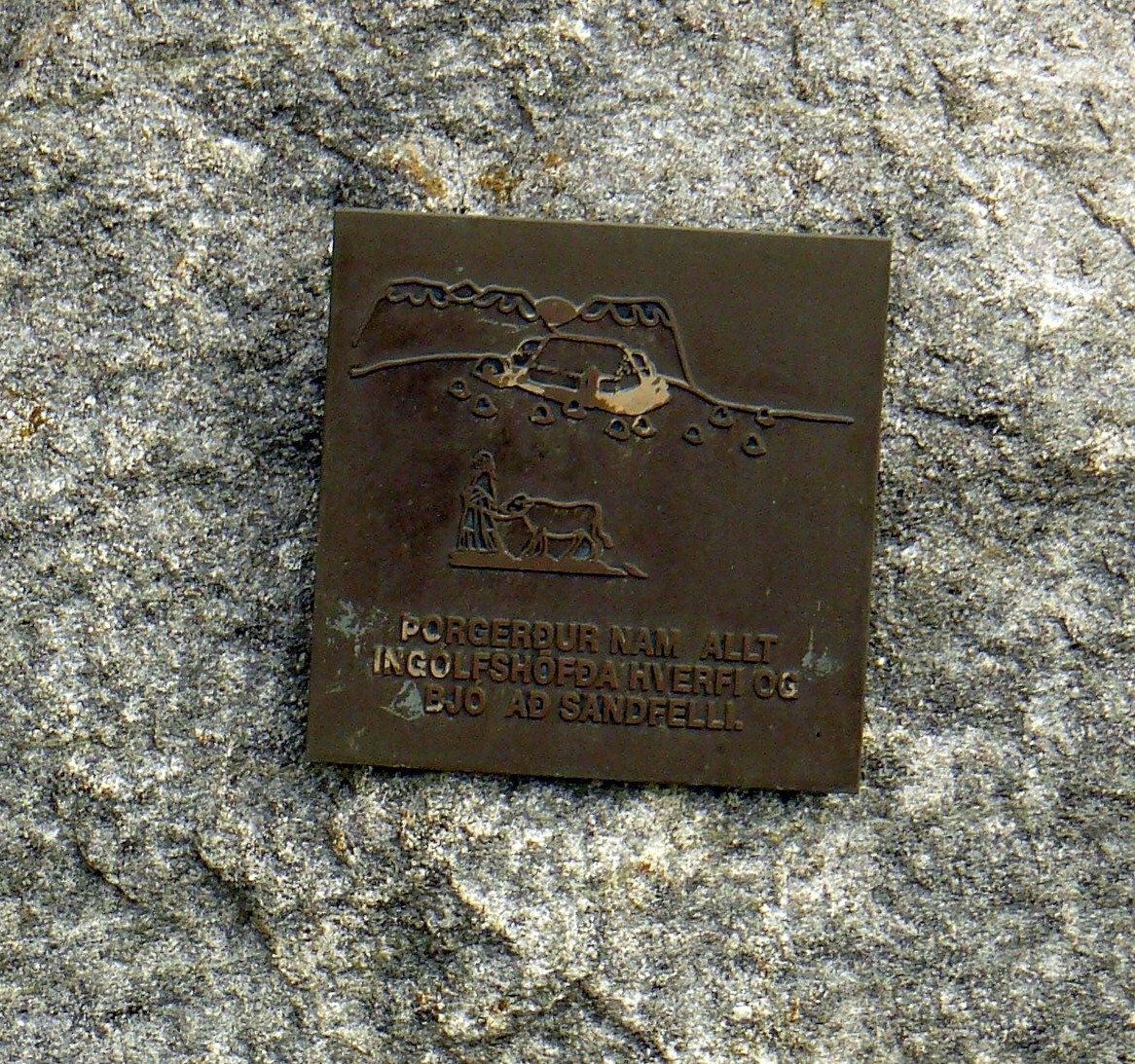
Plaque commémorative de la création de Sandfell par Thorgerður

Sandfell est un lieu-dit aujourd'hui déserté, situé dans l'Öræfasveit dans le sud de l'Islande, non loin de l'Ingólfshöfði où selon la tradition accosta le premier colon scandinave Ingólfur Arnarson vers 874.
Le Landnámabók mentionne que Thorgerður, veuve de Ásbjörn Heyangur-Bjarnson qui avait péri en mer en faisant route vers l'Islande, construisit elle-même la première ferme à Sandfell et en fut la première occupante avec ses fils. La source rapporte que selon la loi de l'époque, elle délimita sa propriété en conduisant une génisse du lever au coucher du soleil un jour de printemps.
Le beau-frère de Heyangur, Helgi, s'installa ensuite à proximité, à Rauðalækur, et y construisit une église.
En 1362, l'éruption de l'Öræfajökull détruisit les installations ; lors de la reconstruction qui s'ensuivit, une nouvelle église fut édifiée à Sandfell même et devint l'église principale du district.
Une autre éruption de l'Öræfajökull, en 1727, eut des conséquences catastrophiques, provoquant une inondation massive à partir des gorges du Grænafjallsgljúfur. Deux femmes et un berger furent tués, ainsi qu'un grand nombre de moutons, et deux fermes adjacentes furent détruites. Les traces de cette inondation peuvent encore se discerner dans le paysage aujourd'hui.
En 1914, l'église fut démolie, et c'est celle de Hof qui prit le relais en tant qu'église paroissiale. Le dernier pasteur résidant à Sandfell, Eiríkur Helgason, quitta les lieux en 1931.
Sandfell, dont la ferme principale (quoique reconstruite à de multiples reprises) était probablement toujours restée à l'endroit choisi par Thorgerður, fut abandonné définitivement en 1947. Le dernier enterrement y a eu lieu en 1950.
En 1973, des étudiants en architecture de l'Académie des Arts d'Aarhus prirent les mesures et relevèrent les traces des bâtiments de Sandfell. Ceux-ci furent rasés en 1974 et une plaque fut apposée dans le cimetière, à l'emplacement de l'ancienne église. Un arbre, détail insolite dans la région, s'élève à côté du cimetière.
Le lieu, situé aujourd'hui à proximité de la route circulaire n° 1, constitue désormais le point de départ d'excursions en direction du Hvannadalshnjúkur, le point culminant d'Islande (2 110 m), à une douzaine de kilomètres à vol d'oiseau.

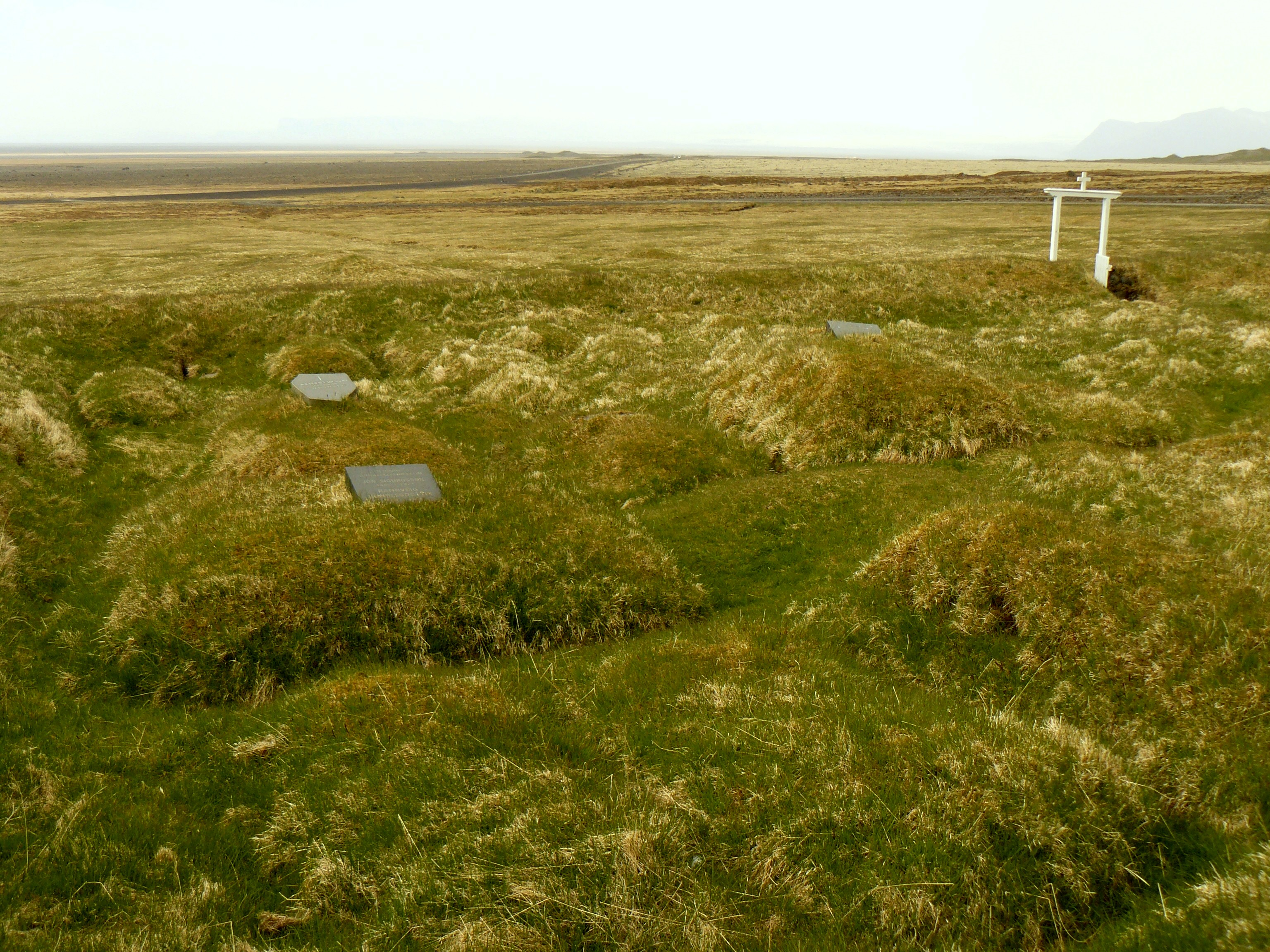
Cimetière de Sandfell
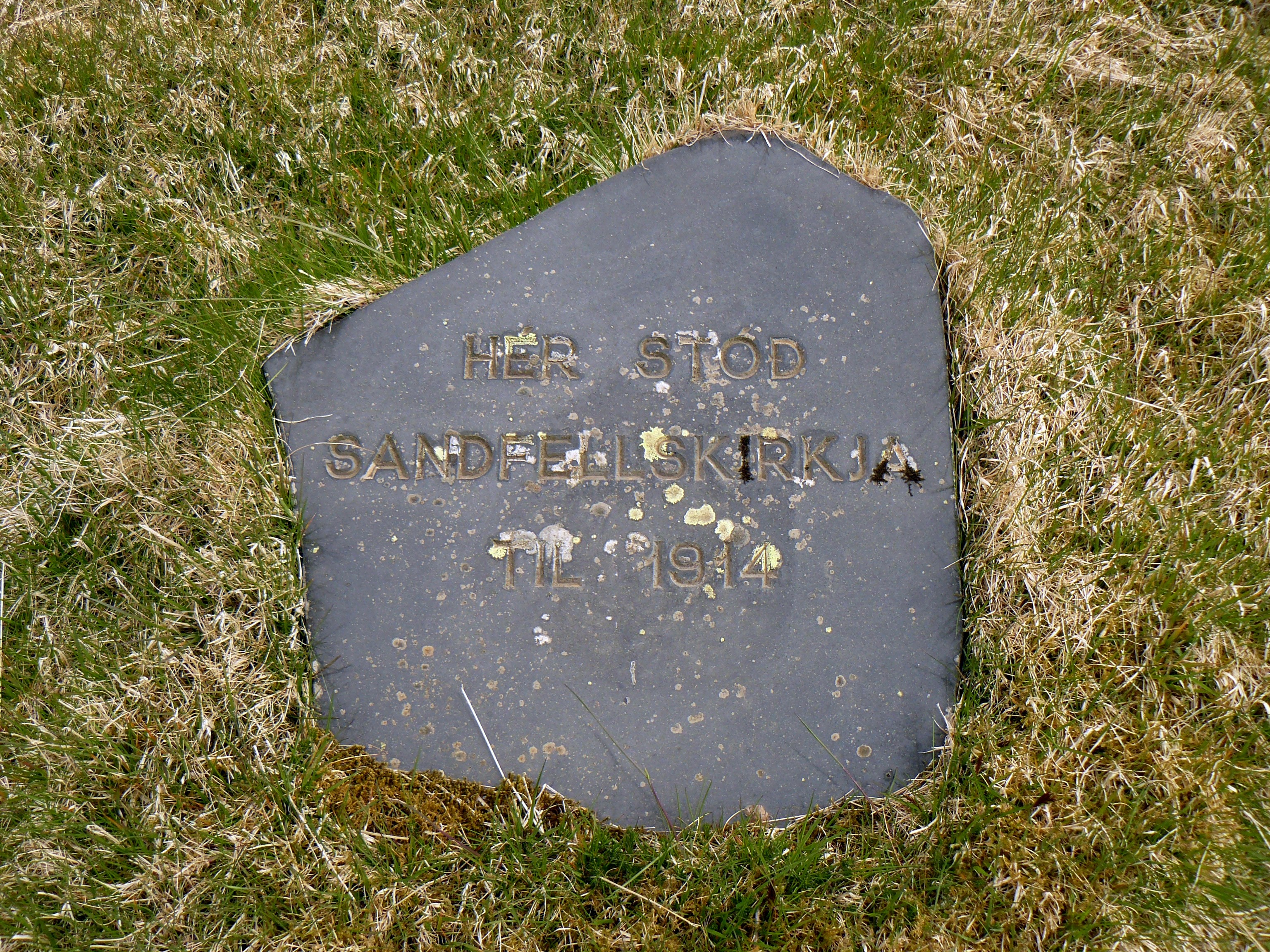
Plaque commémorative de l'église de Sandfell
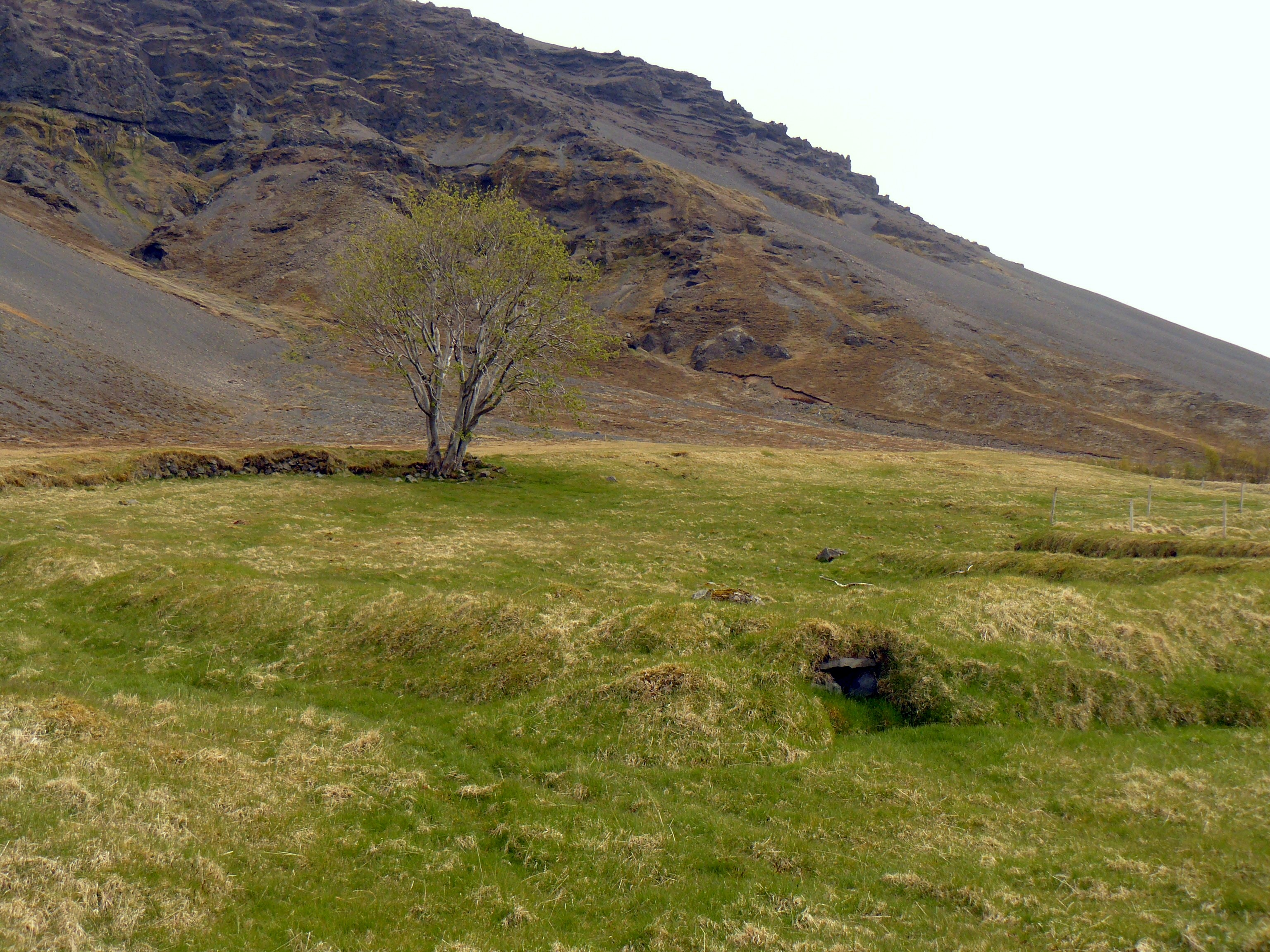
L'arbre de Sandfell